# Mikhail Eremets

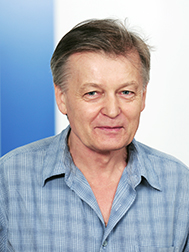
Mikhail Eremets (2013)

Mikhail Eremets (belarussisch Міхаі́л Іва́навіч Ераме́ц / Michail Iwanawitsch Jeramez, russisch Михаил Иванович Еремец / Michail Iwanowitsch Jeremez; * 3. Januar 1949 in der Woblasz Pinsk, Belarussische SSR, Sowjetunion; † 16. November 2024 in Mainz, Deutschland) war ein sowjetischer und belarussischer Physiker. Er war bekannt für Hochdruckexperimente und die Entdeckung von Hochtemperatursupraleitung bei Lanthanhydrid (LaH10) und weiteren außergewöhnlichen Eigenschaften von Materie bei hohem Druck.

## Biografie
Eremets studierte Physik am Moskauer Institut für Technische Physik und wurde 1978 am Moskauer Institut für Allgemeine Physik der Akademie der Wissenschaften der UdSSR promoviert. Danach war er am Institut für Hochdruckphysik der Akademie der Wissenschaften in Troizk, wo er Leiter der Abteilung Hochdruckphysik wurde. Ab 1991 wirkte er im Ausland, unter anderem an der Universität Paris VI, dem nationalen Institut für Materialforschung in Tokio, an der Universität Osaka, am Geophysik-Labor der Carnegie Institution in Washington, D.C. und am Clarendon Laboratory in Oxford. Ab 2001 war er am Max-Planck-Institut für Chemie in Mainz, wo er die Gruppe Hochdruckchemie und -physik leitete.
Eremets verstarb im November 2024 im Alter von 75 Jahren.

## Werk
In Leipzig gelang ihm mit speziellen Diamantstempelzellen 2019 die Erzeugung von Rekorddrücken von 440 Giga-Pascal, was den Druck im Erdinnern von maximal 360 Giga-Pascal übertrifft.
Insbesondere untersuchte er wasserstoffhaltige Materialien unter hohem Druck und konnte zeigen, dass die Schmelzkurve von Wasserstoff ein Maximum erreicht, was als Hinweis auf den Übergang auf eine Quantenflüssigkeit bei niedrigen Temperaturen gilt. Man vermutet, dass Wasserstoff bei sehr hohem Druck wie im Innern der großen Planeten zu metallischen Wasserstoff wird und schließlich bei noch höherem Druck zu einem Supraleiter (eventuell auch bei Raumtemperatur). Er konnte 2009 die Supraleitfähigkeit von Silanen bei hohem Druck nachweisen, wasserstoffreichen Materialien, die somit auch Hinweise auf das Verhalten von Wasserstoff liefern. Mit den in seinem Labor erreichten Drücken von über 400 Giga-Pascal erwartete er auch den lange gesuchten Nachweis der Metallizität von Wasserstoff bei hohem Druck.
2019 wies Eremets eine Übergangstemperatur zur Supraleitung von Lanthanhydrid bei hohem Druck (170 Giga-Pascal) von 250 K nach, der bis dahin höchsten nachgewiesenen Übergangstemperatur (eine 2020 veröffentlichte Arbeit mit einer Übergangstemperatur bei einem Hydrid unter hohem Druck bei Raumtemperatur wurde zurückgezogen, siehe Hochtemperatursupraleiter). Das Material besitzt eine Clathrat-ähnliche Struktur mit dem Lanthan im Zentrum eines Käfigs aus Wasserstoffatomen. Mit dem Nachweis übertraf er seinen vorherigen Rekord (2015) von 203 K für die Übergangstemperatur zur Supraleitung von Schwefelwasserstoff bei etwa 100 Giga-Pascal.
Eremets wandelte mit seiner Gruppe molekularen Stickstoff bei hohem Druck in ein Polymer um, mit kovalenten Bindungen zwischen allen Atomen. Das Material ist ähnlich hart wie Diamant und besitzt den höchsten Energiegehalt aller bekannten chemischen Substanzen.
2009 zeigte er, dass Natrium bei hohem Druck transparent wird.

## Ehrungen
2016 erhielt Eremets einen Ehrendoktor der Universität Leipzig, 2015 die Ugo Fano Medaille des RICMASS in Rom und 2017 den Bridgman Award. Er erhielt 2011 einen Advanced Grant des European Research Council. Für 2020 wurde ihm der James C. McGroddy Prize for New Materials der American Physical Society zugesprochen. Eremets erhielt 2022 den Bernd T. Matthias Prize vom Texas Center for Superconductivity der Universität Houston. Die Auszeichnung würdigt seine „bahnbrechende[n] Studien zur Supraleitung in wasserstoffreichen Verbindungen wie Schwefelwasserstoff unter hohem Druck mit Tc>200 Kelvin (−70 Grad Celsius).“ Tc steht für die kritische Übergangstemperatur, also jene Temperatur, bei der ein Material supraleitend ist. Mit Lanthanhydrid erzielte Eremets einen Übergangstemperatur-Rekord von 250 Kelvin (−23 Grad Celsius).

## Veröffentlichungen (Auswahl)
- High Pressure Experimental Methods. Oxford University Press, 1996, ISBN 978-0-19-856269-6, doi:10.1093/oso/9780198562696.001.0001.
- Katsuya Shimizu, K. Suhara, M. Ikumo, M. I. Eremets, Kiichi Amaya: Superconductivity in oxygen. In: Nature. Band 393, Nr. 6687, 1998, S. 767–769, doi:10.1038/31656.
- M. I. Eremets, Katsuya Shimizu, Tatsuo C. Kobayashi, Kiichi Amaya: Metallic CsI at Pressures of up to 220 Gigapascals. In: Science. Band 281, Nr. 5381, 1998, S. 1333–1335, doi:10.1126/science.281.5381.1333.
- M. I. Eremets, Viktor V. Struzhkin, Ho‐kwang Mao, Russell J. Hemley: Superconductivity in Boron. In: Science. Band 293, Nr. 5528, 2001, S. 272–274, doi:10.1126/science.1062286.
- Viktor V. Struzhkin, M. I. Eremets, Wei Liang Gan, Ho‐kwang Mao, Russell J. Hemley: Superconductivity in Dense Lithium. In: Science. Band 298, Nr. 5596, 2002, S. 1213–1215, doi:10.1126/science.1078535.
- M. I. Eremets, Alexander Gavriliuk, Ivan Trojan, D. A. Dzivenko, R. Boehler: Single-bonded cubic form of nitrogen. In: Nature Materials. Band 3, Nr. 8, 2004, S. 558–563, doi:10.1038/nmat1146.
- Sergey A. Medvedev, Tyrel M. McQueen, I. A. Troyan, T. Palasyuk, M. I. Eremets, R. J. Cava, S. Shahab Naghavi, F. Casper, Vadim Ksenofontov, G. Wortmann, Claudia Felser: Electronic and magnetic phase diagram of β-Fe1.01Se with superconductivity at 36.7 K under pressure. In: Nature Materials. Band 8, Nr. 8, 2009, S. 630–633, doi:10.1038/nmat2491.
- M. I. Eremets, I. A. Troyan: Conductive dense hydrogen. In: Nature Materials. Band 10, Nr. 12, 2011, S. 927–931, doi:10.1038/nmat3175.
- T. Palasyuk, I. A. Troyan, M. I. Eremets, Vadym Drozd, Sergey A. Medvedev, Patryk Zaleski‐Ejgierd, Ewelina Magos–Palasyuk, Hongbo Wang, Stanimir Bonev, Dmytro Dudenko, Pavel G. Naumov: Ammonia as a case study for the spontaneous ionization of a simple hydrogen-bonded compound. In: Nature Communications. Band 5, Nr. 1, 2014, doi:10.1038/ncomms4460.
- Mari Einaga, M. Sakata, Takahiro Ishikawa, Katsuya Shimizu, M. I. Eremets, A. P. Drozdov, I. A. Troyan, Naohisa Hirao, Yasuo Ohishi: Crystal structure of the superconducting phase of sulfur hydride. In: Nature Physics. Band 12, Nr. 9, 2016, S. 835–838, doi:10.1038/nphys3760.